# Каптейн (лунный кратер)
Кратер Каптейн (лат. Kapteyn) —крупный ударный кратер в юго-восточной материковой области видимой стороны Луны. Название присвоено в честь голландского астронома Якобуса Каптейна (1851—1922) и утверждено Международным астрономическим союзом в 1964 г.

## Описание кратера

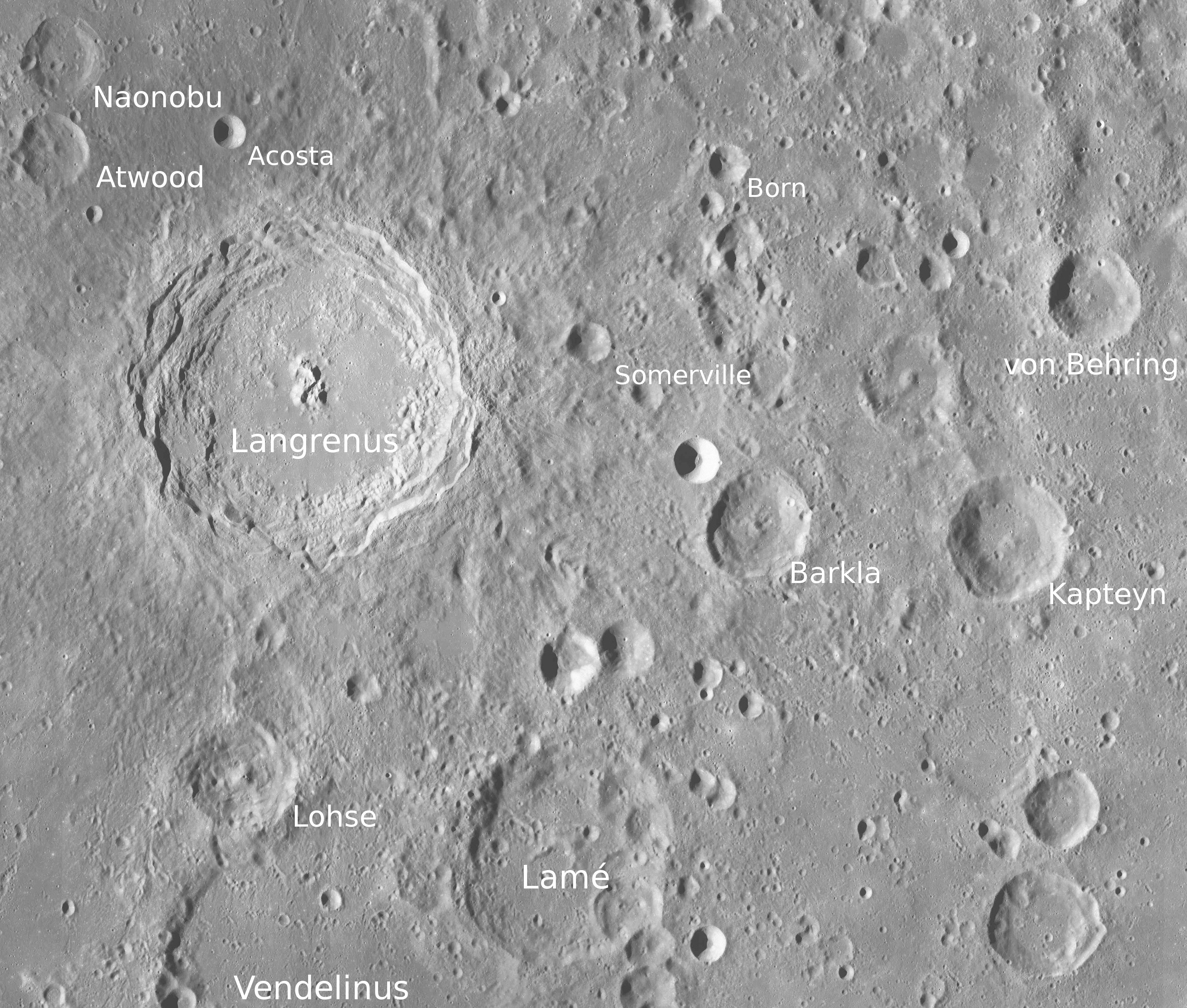
Окрестности кратера Каптейн. Снимок зонда Lunar Reconnaissance Orbiter.

Ближайшими соседями кратера являются кратер Баркла на западе; кратер Беринг на севере-северо-востоке; кратер Лаперуз на востоке и кратер Ламе на юго-западе. На северо-востоке от кратера Каптейн находится Море Смита. Селенографические координаты центра кратера 10°47′ ю. ш. 70°35′ в. д. / 10,79° ю. ш. 70,59° в. д., диаметр 48,7 км, глубина 3,71 км.
Кратер имеет циркулярную форму с небольшими выступами в западной и юго-западной части, умеренно разрушен. Вал слегка сглажен, внутренний склон вала широкий, в восточной части внутреннего склона имеется полка образованная обрушившимися породами. Высота вала над окружающей местностью достигает 1120 м , объем кратера составляет около 1 900 км 3. Дно чаши сравнительно ровное, за исключением пересеченной южной части. Имеется центральный пик с высотой около 900 м.

## Сателлитные кратеры
| Каптейн | Координаты                                            | Диаметр, км |
| ------- | ----------------------------------------------------- | ----------- |
| A       | 14°09′ ю. ш. 71°17′ в. д. / 14,15° ю. ш. 71,28° в. д. | 30,9        |
| B       | 15°35′ ю. ш. 71°00′ в. д. / 15,58° ю. ш. 71° в. д.    | 39,9        |
| C       | 13°20′ ю. ш. 70°15′ в. д. / 13,33° ю. ш. 70,25° в. д. | 43,9        |
| D       | 14°37′ ю. ш. 70°34′ в. д. / 14,61° ю. ш. 70,57° в. д. | 12,3        |
| E       | 8°50′ ю. ш. 69°16′ в. д. / 8,83° ю. ш. 69,26° в. д.   | 36,6        |
| F       | 14°26′ ю. ш. 70°19′ в. д. / 14,44° ю. ш. 70,32° в. д. | 8,6         |
| K       | 13°05′ ю. ш. 71°57′ в. д. / 13,08° ю. ш. 71,95° в. д. | 7,2         |
| Z       | 11°13′ ю. ш. 72°34′ в. д. / 11,21° ю. ш. 72,56° в. д. | 6,7         |

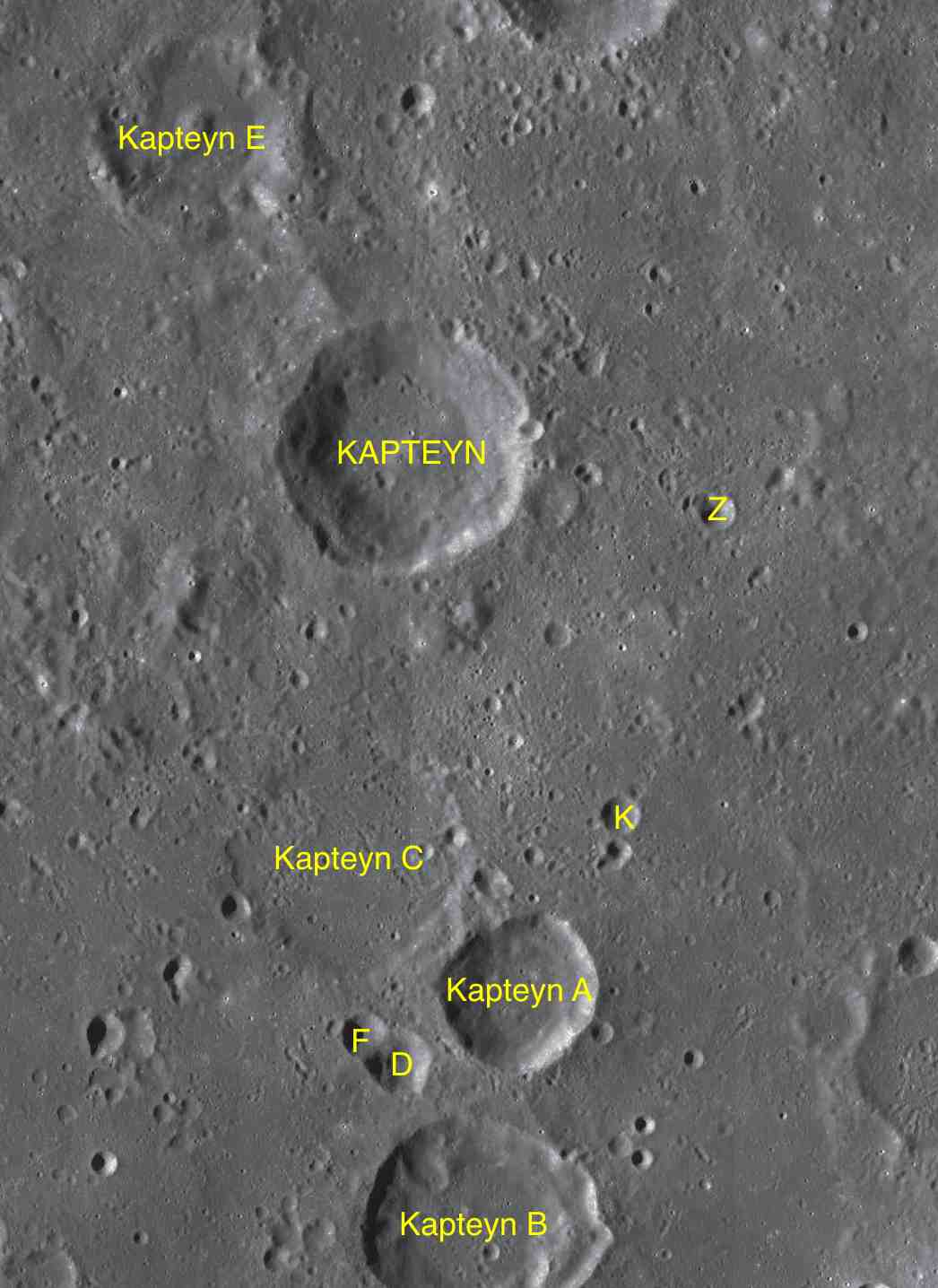
Фрагменты карт LAC-80, LAC-81.

- Высота центрального пика сателлитного кратера Каптейн E  - 1500 м[5].
- Образование сателлитного кратера Каптейн A относится к раннеимбрийскому периоду[4].

## См.также
- Список кратеров на Луне
- Лунный кратер
- Морфологический каталог кратеров Луны
- Планетная номенклатура
- Селенография
- Минералогия Луны
- Геология Луны
- Поздняя тяжёлая бомбардировка